# 道志村立道志中学校
道志村立道志中学校（どうしそんりつ どうしちゅうがっこう）は、山梨県南都留郡道志村にある公立中学校。

## 概要
- 道志村唯一の中学校で、2017年度から道志小学校との小中一体型の校舎となっている。

## 沿革
- 1947年（昭和22年）
  - 4月1日 - 学制改革により、発足。道志小学校にて第1回入学式挙行。
  - 5月5日 - 開校式挙行。
- 1949年（昭和24年）
  - 5月21日 - 本校校舎新築落成。
  - 10月6日 - 分校校舎落成。
- 1953年（昭和28年）7月6日 - 帽章・バッジ制定。
- 1956年（昭和31年）7月27日 - 本校に屋体施設落成。
- 1958年（昭和33年）11月22日 - 中学校学制実施10周年記念式典挙行。同日、校旗制定及び校歌制定発表。
- 1959年（昭和34年）1月3日 - 道志中学校同窓会発会式。
- 1973年（昭和48年）10月8日 - 旧中学校舎建築起工式挙行。
- 1974年（昭和49年）
  - 8月17日 - 旧中学校舎落成式挙行。
  - 9月13日 - 本校・分校閉校式。
  - 9月17日 - 創立記念式挙行。
- 1976年（昭和51年）3月19日 - 屋内体育館落成式挙行。
- 1977年（昭和52年）9月6日 - 学校プール竣工式と泳ぎ初め式挙行。
- 1983年（昭和58年）12月15日 - 清流の鐘建立、式典挙行。
- 1990年（平成2年）7月24日 - PTA新聞第1号発行。
- 1992年（平成4年）8月27日 - 完全給食開始。
- 1993年（平成5年）3月1日 - パソコン導入設置。
- 2003年（平成15年）10月17日 - 校舎屋上改修工事（屋根を設置）。
- 2011年（平成23年）2月25日 - 新体育館竣工式挙行。
- 2014年（平成26年）11月17日 - 通学用指定カバン自由化施行。
- 2015年（平成27年）
  - 2月18日 - 道志小中学校新校舎建築起工式挙行。
  - 12月7日 - 道志中学校新校舎にて授業開始。
- 2017年（平成29年）
  - 3月25日 - 小学校分の校舎完成。道志小中学校新校舎落成式挙行。
  - 4月1日 - 小中一体型校舎にて学校生活スタート。

## 通学区域
- 道志村全域

## 周辺
- 道志小学校 - 同一建物内
- 道志村国保診療所
- 村デイサービス
- 道志川
- 国道413号 - 道志川を挟んだ対岸側

## アクセス
- 富士山麓電鉄大月線都留市駅から、富士急行バス月夜野線で、「道志小中学校前」バス停まで、46分（逆方向のバスで、都留市駅前までは、47分～50分）
  - ただし、運行本数は僅少である。
- 富士急行バス道志線「道志小学校前」バス停下車。 
  - ただし、運行は、平日朝夕の2本のみで、「道志小中学校前」発「道志小学校前」行である[1]。